# 자인향교
자인향교(慈仁鄕校)는 대한민국 경상북도 경산시 자인면 교촌리에 있는 조선시대의 향교이다. 1985년 8월 5일 경상북도의 문화재자료 제106호로 지정되었다.

## 개요
향교는 공자와 여러 성현께 제사를 지내고 지방민의 교육과 교화를 위해 나라에서 세운 교육기관이다.
자인향교는 고려 공민왕(재위 1351∼1374) 때 지었고, 조선 명종(재위 1545∼1567) 때 다시 지었으나, 임진왜란 때 불타 없어졌다. 광해군 7년(1615)에 도천산 아래로 옮겼다가 영조 4년(1728)에 지금 있는 자리로 옮겨 세웠다. 1900년과 1922년에 대성전을 수리하였고 1924년에 명륜당을, 1926년에 다시 대성전을 수리하였다.
지금 남아 있는 건물은 대성전, 명륜당, 모성루, 동재 등이다. 대성전에는 공자를 중심으로 그의 제자와 중국과 우리나라 성현의 위패를 모시고 있다.
조선시대에는 나라에서 토지와 노비·책 등을 지원받아 학생을 가르쳤으나, 지금은 교육 기능은 없어지고 제사 기능만 남아 있다.
입구 근처의 길가에 있는 밭 앞에 한문으로 大小人員皆下馬 / 戊戌二之日縣監洪樂恒(대소인원개하마, 무술이지일 현감 홍낙항 립)이라고 적힌 하마비가 세워져 있다.

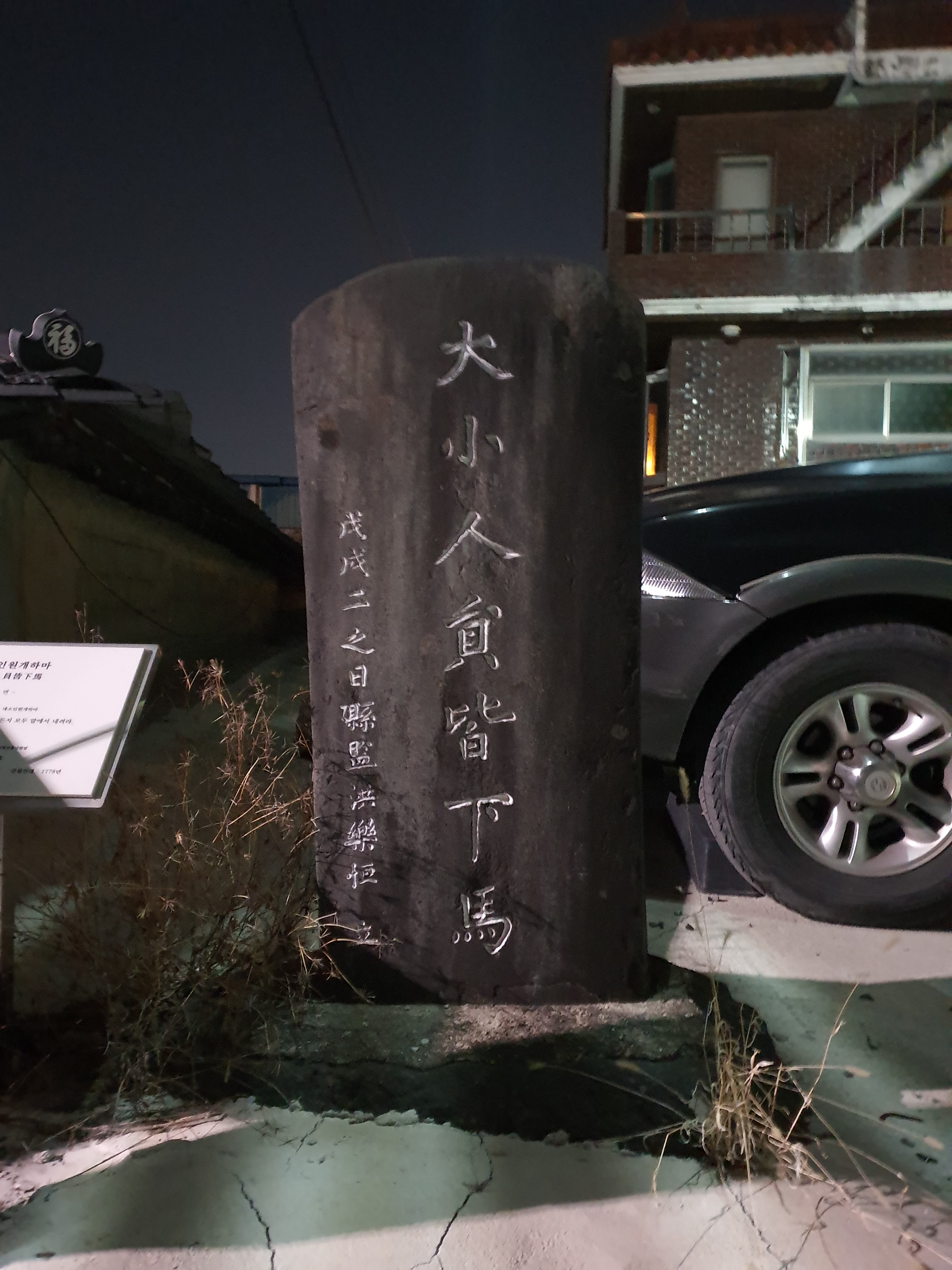
근처에 있는 하마비.

## 현지 안내문
이 향교는 조선 명종(明宗) 17년(1562)에 경주부윤 이정(李禎)에 의해 건립되었으나 임진왜란 때 불타 광해군(光海君) 4년(1612)에 도천산 아래에 옮겼으나 영조(英祖) 4년(1728)에 현 위치에 다시 이건되었다. 1900년부터 1924년에 걸쳐 대성전과 명륜당이 중수되어 오늘에 이르고 있다. 명륜당 동편에 분묘를 상징하는 은행나무가 있으며 입구 도로변에 하마비(下馬碑)가 서있다.
건물배치는 모성루(慕聖樓) 및 명륜당 내삼문 대성전이 남북으로 일직선 상에 놓여 있다. 명륜당안에 동 서재가 있었으나, 동재만이 남아 있다가, 최근에 서재도 건립되었다. 대성전 전면 좌측에 제기고(祭器庫)가 자리잡고 있다.

## 참고 자료
- 자인향교 - 국가유산청 국가유산포털